# 機動戦士ガンダム MSV-R ザ・トラブルメーカーズ
『機動戦士ガンダム MSV-R ザ・トラブルメーカーズ』（きどうせんしガンダム エムエスブイ‐アール　ザ・トラブルメーカーズ）は、模型と小説によるフォトストーリー作品。

## 概要
雑誌「ガンダムエース」で連載されたメカニックデザイン企画『MSV-R』を題材にした作品の一つ。サンライズ運営の公式ポータルサイト「GUNDAM.INFO」とアスキー・メディアワークスの共同企画で、小説は『GUNDAM.INFO』で、ガンプラの作例による活躍シーンは模型雑誌『電撃ホビーマガジン』に掲載された。

## あらすじ
一年戦争終結後、元ジオン兵の傭兵ディーン・ウエストは、相棒のマサ・オーカー、謎の美女マリー・マルタンと共に、モビルスーツを使った非合法な“仕事”を請け負う金儲けに精を出していた。
連邦軍MS憲兵隊デイモン大尉との奇妙な縁もありながら、終戦の混乱に乗じて不正をはたらく連邦軍兵士から、頑強に抵抗を続けるジオンの敗残兵まで、依頼があれば相手の素性は関係なく“ぶっ潰し”まわる。
ディーンが金儲けを行う目的はとある事情でコロニー『アガルタ』を購入するために負った借金返済のためであったが、ディーンは連邦軍とジオン軍残党が奪い合っていた沈没していたユーコン級内に隠されていた金塊を掠め取り、借金の返済が完了する程度の金額を稼ぐことに成功する。
サイド6のプライベートコロニーにいるカルロに金塊を届け、借金を返済しようとするディーン一行であったが、先の連邦政府の政治家に絡む一件で連邦軍に目をつけられ連邦軍に追い回されることになりディーンの愛機の陸戦高機動型ザクが大破してしまう。
一方、ディーンのコロニー『アガルタ』では新型コロニー風邪の流行が起き、また連邦軍高官ドミニクが製薬会社の工場を建設する代償に駐留部隊を配備するなど不穏な状況が発生していた。
そのことを隠していたために不自然になったカルロの様子に不信を抱いたディーンはマリーやマサ、デイモンの協力のもと宇宙に上がる。
カルロへ突っかかるディーンであったが、カルロからの説明を受けドミニクがコロニー風邪の流行を含めたすべての陰謀の元凶と知りドミニク打倒を目指す。
アガルタ内での戦闘の末、ドミニクは降伏するがその代償としてアガルタは崩壊してしまう。
ディーンはアガルタの住民のためカルロから別のコロニー『アガルタII』を購入し、また借金を返済するために危険な金儲けに励むのであった。

## 登場人物

### 主要人物
ディーン・ウエスト (Deen West)
スペイン系スペースノイドの傭兵。19歳。
サイド6のコロニー、アガルダをカルロから購入するため負った借金を返済するために金儲けに精を出す。
戦争が終わった以上は人殺しをすることを極端に忌避し、いくら報酬がよかろうと殺し前提の依頼は受けない。
元ジオン軍で特務部隊ナインテイルズに所属していた凄腕のMSパイロットであり、アガルタ購入はナインテイルズが一週間戦争でコロニー落としに使用したサイド2のコロニーの代償として行き場のないコロニー住民の住居とするためであったが、購入のためにカルロの財産を盗んだ（本人曰くちょっとした財宝を手に入れた）ことがばれ、コロニー購入をご破算にしない代償に借金を背負う。
陽気な性格で女好きであり、ナインテイルズに入ったのも隊長の色香に騙されたためとのこと。
マサ・オーカー (Masa Ookawa)
日系スペースノイドの元ジオン軍人の傭兵でディーンの相棒。25歳。
ディーンと組んでいるのはカルロに依頼されているからでもありカルロとディーンの連絡役も務める。
なお戦闘に参加する場合はディーンから有料で雇われる。
冷静に物事を判断するタイプである一方、ジオニック社製MSを嫌っており頑なに搭乗を拒否する。
マリー・マルタン
素性不明の美女でディーンのリクエストに応え様々な武器弾薬や情報を手配する闇商人。20代後半とみられるが年齢も不詳。
ガンペリーの操縦ができる他ハッキングの腕前も高く、また世界中にアジトと呼称する秘密基地を保有するなど謎は多い。
カルロ・サリード
サイド6にプライベートコロニー『サリードI』を保有する元ジオン軍人の闇の商人。30代後半。
ディーンにはマサを通じて依頼を行っているほか、ディーンの代わりにアガルタに配下のコロニー運営スタッフを派遣するなど目をかけている。
連邦の高官にも太いパイプを持ち、様々な融通を利かしている。
MSパイロットとしての腕も高く、初めて乗ったヘビーガンダム2号機を難なく操縦する。
デイモン・ケイスリー
スキンヘッドが特徴的な地球連邦軍大尉。ドミニクが主導して編成した憲兵MS部隊の隊長で実直な性格をしている。36歳。
ディーンとは腐れ縁でディーンが起こす事件の後始末として犯人を逮捕することが多い。
ディーンを逮捕すべく追い回す一方で、その実力やポリシーは認めておりシンパシーを感じている。
自分が逮捕したラハルトがドミニクにより釈放されたことをきっかけにドミニクに疑いを持ち離反、ディーンと協力してドミニクを逮捕すべく行動する。
騒動終了後、ディーンを連邦軍に誘うなどかなりディーンを買っていることが見て取れる。
ドミニク・アレスト
地球連邦軍高官。終戦後の連邦軍で成り上がろうとしており憲兵MS部隊を結成しとらえたパイロットを懲罰部隊として手駒に加えたりと色々画策する。
極端な反スペースノイド主義者であるが、アガルタに製薬工場を作るなどコロニー懐柔策を主導する。その真意は微弱な症状を引き起こすコロニー風邪をスペースノイドの間に流行らせ反抗の意志を削ぎつつ地球のために働かせるというかなり無茶な作戦であった。

### 地球連邦軍
トニー・ライザック、ジュリア・ホルツ
階級はいずれも少尉。憲兵MS部隊員でデイモンの部下。
グレイグ・バーグマン
階級は少尉。太陽光発電施設に住み着いた難民から金をせびっていた小悪党だがMS操縦の腕はいい。
ディーンに敗れたのち部下ともどもデイモンに逮捕されるがドミニクの手により釈放。彼の手駒として宇宙へ行こうとするディーンへ攻撃を仕掛ける。
ラハルト・バウロ
階級は中尉。連邦政府の政治家の親族であり、捕虜の虐殺や民間への強盗など数々の犯罪行為を行う。
ディーンに敗れたのち部下ともどもデイモンに逮捕されるがドミニクの手により釈放。彼の手駒としてアガルタに駐留する。
トーラ、ジェイク、ルドフィ
階級はいずれも少尉。ラハルトの部下で共に数々の犯罪を行う。MS小隊としての連携はとれているため非常に手ごわい。
ラハルト同様ドミニクの手駒としてアガルタに駐留する。
フィリペ・アドラー
地球連邦軍の基地司令。ユーコン級の金塊を私的に着服しようとしていた。
バタール・ビルグ
階級は大尉。中央アジアの砂漠地帯にある基地の戦車隊隊長。ザクタンク状態だったディーンの陸戦高機動型ザクを追い回す。
ステファン・ローランド
階級は大尉。ドミニクの部下としてヘビーガンダム（2号機）を駆りアガルタに駐留するも、デイモンからドミニクへの逮捕状を見せられ騒動からリタイア中立を宣言する。

### ジオン公国軍残党
ヴァルト・ハイデルン
階級は大尉。一年戦争終結後もジオン共和国の存在を認めずアフリカで抵抗運動を続ける。
部隊のザクキャノンの装備が必要となったディーンたちに戦闘の上敗北し、説得を受け入れ宇宙へと帰る。
のちに、ディーンのピンチにグフ・フライトタイプを駆り駆け付ける。
オーウェン・リスト、リンツ・メイヤー
リストは少尉、メイヤーは軍曹。ユーコン級の金塊を回収しようとするジオン軍残党。

### 民間人
ネイ・アストン
アガルタの住民でディーンにビデオメールで近況報告を行うなど仲がいい13歳の少女。行動力に優れ、彼女のとある行動がドミニクの陰謀を暴くきっかけとなる。
幼いながらも本気でディーンのことが好きらしく、マリーにデレデレするディーンに対して嫉妬し足を踏みつけるほど。
ミランダ・オースティン
アガルタの住民でネイの同居人。ドミニクが設立した製薬工場の事務所で働く。
ヘレン・クリストフ、レミィ・クリストフ
一年戦争後も生き残っていた太陽光発電施設の住宅に住み着いていた難民の親子。グレイグに脅され宿泊料という名のみかじめ料を納めていた。
ディーンの説得に応じアガルタへ移住する。アガルタ移住後、レミィはネイの友人となる。
オールド・パーカー
マリーの部下の老人。かつてディーンと同じナインテイルズに所属していたメカニックマン。
アジトにしていたHLVを守る戦いではザクタンク（ワイルドボア）を駆りディーンを補助した。
ナインテイルズ隊長
作中未登場の謎の人物。パーカー曰く美人で、ディーンがナインテイルズに入隊したのは彼女の色香に迷ったからとのこと。
パーカーからの連絡を受けアガルタ崩壊時、脱出する住民の支援をおこなったらしく、彼女の呼びかけに連邦軍や民間問わず数多くの船が協力したためにアガルタの住民からは一人も犠牲者も出ていない。

## 登場兵器

### ジオン公国系の兵器
- MS-06G 陸戦高機動型ザク
  - 陸戦高機動型ザク（グフ右腕パーツ装備）
  - 陸戦高機動型ザク（ラケーテン・ブースター装備）
  - 陸戦高機動型ザク（ザクキャノン武装装備仕様））
  - 陸戦高機動型ザク（ザクマリンタイプランドセル装備）
  - 陸戦高機動型ザク（ザクキャノン武装＋マゼラトップ砲装備）
  - 陸戦高機動型ザク（ザクタンク形態）
  - 陸戦高機動型ザク（リック・陸戦高機動型ザク）
  - 陸戦高機動型ザク（リック・陸戦高機動型ザク＋グフカスタム腕部）
- YMS-09J ドム高速実験型
- MSM-06 ジュリック
- MS-06 ザクII - 連邦軍鹵獲機が登場。
  - MS-06K ザクキャノン
    - MS-06JK ザクハーフキャノン

  - MS-06V-8 ザクタンク（ワイルドボア）
- MS-07G-2 グフ戦術強攻型
- MS-07H-8 グフフライトタイプ
- MSM-07 ズゴック
  - MSM-07N ラムズゴック
- MS-14JG ゲルググ・イェーガー
- G87 ルナタンク
- YS-11 ドダイYS
- サムソン
- ユーコン級潜水艦

### 地球連邦系の兵器
- RX-77-3D ガンキャノン重装型タイプD
- RX-79[G]  陸戦型ガンダム
- RGM-79 ジム - ガンダムハンマー装備も登場。
  - RGM-79C ジム改 - パイルバンカー装備も登場。
  - RGM-79D ジム寒冷地仕様 - シールドクロー装備も登場。
- RGM-79GS ジム・コマンド宇宙用
  - RGM-79SC ジム・スナイパーカスタム
    - RGM-79HC ジム・ガードカスタム
    - RGM-79KC ジム・インターセプトカスタム

  - RGM-79U ジム・スループ
  - RGM-79V ジム・ナイトシーカー
    - RGM-79LV ジム・ナイトシーカーII

  - RAG-79 アクア・ジム
- RGC-80 ジム・キャノン
  - RGC-80S ジムキャノン空間突撃仕様
- RMV-3M 局地制圧型ガンタンク
- FA-78-2 ヘビーガンダム2号機
- CB-X5 ガンペリー
  - CB-X5[SGT] ガンペリー・シギント
- 61式戦車
- コロンブス級補給艦

## 書籍情報
機動戦士ガンダムMSV-R ザ・トラブルメーカーズ  (DENGEKI HOBBY BOOKS)
1. ISBN 978-4-04-866128-7
2. ISBN 978-4-04-866442-4

機動戦士ガンダムMSV-R グラフィックドキュメント (2) ザ・トラブルメーカーズ編 (DENGEKI HOBBY BOOKS)
- ISBN 978-4-04-866759-3